# 스펙티노마이신
스펙티노마이신(Spectinomycin)은 상표명 트로비신(Trobicin) 등으로 판매되며, 임질 감염 치료에 유용한 항생제이다. 근육에 근육 주사로 투여한다.
흔한 부작용으로는 주사 부위 통증, 발진, 메스꺼움, 발열, 수면 장애 등이 있다. 가끔 심각한 알레르기 반응이 발생할 수 있다. 임신 중 사용은 일반적으로 안전하다. 페니실린이나 세팔로스포린에 알레르기가 있는 사람이 사용할 수 있다. 이 약물은 아미노시클리톨 계열에 속하며 특정 세균의 단백질 합성을 억제하여 작용한다.
스펙티노마이신은 1961년에 발견되었다. 세계보건기구 필수 의약품 목록에 등재되어 있다. 미국에서는 인체용으로 사용할 수 없다. 세균 스트렙토미세스 스펙타빌리스에서 생산된다.

## 의학적 사용
특히 페니실린에 알레르기가 있는 환자의 임질 치료를 위해 근육 주사로 투여한다.
이 항생제는 미국에서 더 이상 인체용으로 사용할 수 없지만, 수의학 용도로는 여전히 사용 가능하다.

## 부작용
부작용에는 가려움증, 오한, 복통, 홍반 등이 있다.

## 작용 메커니즘
스펙티노마이신은 세균 리보솜의 30S 소단위체에 결합하여 단백질 합성을 방해한다.
파스퇴렐라 물토시다의 16S 리보솜 RNA에서 한 가지 형태의 내성이 나타났다.

## 생합성 메커니즘
스펙티노마이신의 생합성은 아미노글리코사이드와 유사하게 시작되며, 이노시톨 고리의 형성이 포함된다. 차이점은 스펙티노마이신의 이노시톨 고리를 형성하는 초기 변형이다. 이 과정은 포도당 6-인산 (1a)에서 시작되며, NAD+에 의해 산화되어 C2에 케톤을 형성한다 (2a). 이 케톤은 피리독살 인산 (PLP)과 글루타민 아미노기 전이반응을 통해 1차 아민기로 형성된다 (3a). 이 과정은 C4에서 다시 반복되어 두 번째 1차 아민을 형성한다 (4a). 이 두 개의 아민이 존재하면 포도당 고리는 두 개의 S-아데노실메티오닌 분자를 통해 메틸화될 준비가 된다 (5a). 이 메틸화로 포도당 고리는 마침내 이노시톨 사이클라아제를 통해 이노시톨 고리로 전환될 준비가 된다 (6a). 그런 다음 가수분해되어 인산기를 제거하고, 스펙티노마이신에 필요한 이노시톨 고리를 만든다 (7a).
이 모든 과정이 일어나는 동안, 유사한 시작 생성물로부터 당 작용기를 생성하는 다른 경로가 발생한다. 이 경로에서 포도당 1-인산이 시작 생성물로 사용된다 (1b). 이것은 TDP 합성효소를 통해 TDP-포도당으로 전환된다 (2b). TDP 포도당은 히드라타제 효소를 통해 C6에서 수산기가 제거된다 (3b). 그런 다음 NADH를 통해 C4에서 환원되어 새로운 생성물을 만든다 (4b). 이 케톤이 존재하면 PLP와 글루타민이 와서 1차 아민으로 전환할 수 있다 (5b). 그런 다음 탈아민화 효소를 통해 제거할 수 있다 (6b). 6b로의 전환에는 두 개의 NADH 분자를 통해 C4와 C3에서 이중 환원도 동반되어 아미노글리코사이드를 형성하는 데 필요한 최종 생성물을 제공한다. 이로써 7a와 6b 생성물이 함께 모여 TDP 작용기를 제거하고 당 분자와 결합하여 아미노글리코사이드 스펙티노마이신을 형성한다.

### 특성
이 약물은 아미노시클리톨 계열에 속하며, 아미노글리코사이드와 밀접한 관련이 있다. 스펙티노마이신은 세균 스트렙토미세스 스펙타빌리스의 발효를 통해 산업적으로 생산된다. 스펙티노마이신은 남조류 및 다양한 식물 종을 포함한 많은 유기체에 의해 자연적으로 생산된다. 많은 색소체의 유전체 또는 플라스톰에 일반적으로 길이가 2~10개의 유전자인 spc 오페론으로 존재한다. 크기의 차이는 쓸모없는 유전자의 제거 또는 핵 유전자에 의한 기능 인수 때문일 수 있다. 스펙티노마이신은 주로 포식자에 대한 대포식자 적응 메커니즘으로 유기체에 의해 생산된다.

## 역사
스펙티노마이신은 1961년에 발견되었다. 2001년에 공급 중단이 발생했다.